# Государственный рефлексологический институт мозга им. В. М. Бехтерева
Государственный рефлексологический институт мозга им. В. М. Бехтерева (Государственный институт по изучению мозга имени В. М. Бехтерева) — советский научно-исследовательский институт, занимавшийся изучением мозга.
Являлся научным центром, возле которого объединились «Патолого-рефлексологический институт им. академика Бехтерева»; «Детский обследовательский институт им. Грибоедова»; «Отофонегический институт», «Институт социального воспитания»; «Воспитательно-клинический институт им. академика Бехтерева»; «Институт глухонемых»; «Центральная вспомогательная школа»; «Педологический институт». Основателем института является Владимир Михайлович Бехтерев.
Институт находился в Ленинграде по адресу: Петроградская сторона, Петровская ул., № 3-а.

## История
- 1918 год — основан по инициативе В. М. Бехтерева как «Институт по изучению мозга и психической деятельности»[3].
- 1938 год — поменяно название на «Государственный институт по изучению мозга им. В. М. Бехтерева».
- 1948 год — преобразован в «Институт физиологии центральной нервной системы АМН СССР»[4].
- 1950 год — вошел в состав «Института физиологии им. И. П. Павлова АН СССР».

## Отделения института
При институте имелись отделения:
- морфологии;
- физиологии;
- дефектологии;
- труда.

## Музей института
При институте имелся музей, в котором были представлены экспонаты:
- типы нервных систем;
- сравнительная анатомия нервной системы;
- нервная система человека;
- различные препараты головного мозга человека;
- органы чувств;
- черепа и их вместимость;
- органы внутренней секреции;
- отдел рефлексологии, характеризующий работу головного мозга;
- религиозные представления о «Душе», которые опровергаются материалами музея.